# Phyllanthus
El género Phyllanthus, de la familia Phyllanthaceae, comprende árboles, arbusto y hierbas anuales o bieniales distribuidos en regiones tropicales y subtropicales. 
Flor de hoja es el nombre común para todas las spp. Phyllanthus. La circunscripción del género ha sido tan confusa que en los 1990s, se ha llevado a cabo una reorganización de Phyllanthus. 

## Descripción
Son árboles, arbustos o hierbas sin látex; plantas monoicas o raramente dioicas (solo P. elsiae en Nicaragua). Con hojas alternas, simples, enteras, pinnatinervias, estipuladas. De flores en fascículos axilares o a veces caulifloras, apétalas; flores estaminadas con 4–6 sépalos, imbricados, disco generalmente segmentado o a veces ausente, estambres mayormente 2–6, libres o connados, pistilodio ausente; flores pistiladas mayormente pediceladas, sépalos 4–6, imbricados, disco entero, segmentado o a veces ausente, ovario 3 (4)-locular, 2 óvulos por lóculo, estilo libre o connado, generalmente bífido. El fruto es generalmente capsular o a veces drupáceo; las semillas son ecarunculadas.

## Medicina
Las Phyllanthus han sido tradicionalmente usadas para curar un amplio espectro de enfermedades. En medicina ayurvédica, por ej., Phyllanthus es prescripta para ictericia (hepatitis A), gonorrea y diabetes (uso interno). Con cataplasma se tratan úlceras y otros problemas de la piel (uso externo). La infusión se hace de ramitas jóvenes para tratar la disentería crónica.
Las plantas básicamente tienen ligninas (e.g. fillantina e hipofillantina), alcaloides y flavonoides (e.g. quercetina).
Phyllanthus pareciera detener el desarrollo de la hepatitis B debido a su bloqueo del ADN polimerasa, la enzima necesaria para que el virus de la enfermedad se reproduzca. A este respecto, P. urinaria y P. niruri serían mejores.

## Taxonomía
El género  fue descrito por  Carlos Linneo y publicado en Species Plantarum 2: 981–982. 1753.
Sinonimia
- Anisonema, Aporosella, Arachnodes, Ardinghalia, Asterandra, Cathetus, Ceramanthus, Chorisandra, Cicca, Clambus, Conami, Dendrophyllanthus, Dicholactina, Dimorphocladium, Emblica, Epistylium, Eriococcus, Fluggeopsis, Genesiphylla, Hemicicca, Hemiglochidion, Kirganelia, Leichhardtia, Lomanthes, Maborea, Macraea, Menarda, Mirobalanus, Moeroris, Nellica, Niruri, Nymania, Nymphanthus, Orbicularia, Oxalistylis, Ramsdenia, Reidia, Rhopium, Roigia, Scepasma, Staurothylax, Synexemia, Tricarium, Uranthera, Urinaria, Williamia, Xylophylla
- Taxonomy of the Phyllanthaceae

## Especies selectas
- Phyllanthus abnormis
- Phyllanthus acidus - grosella
- Phyllanthus acuminatus - grosella de Jamaica
- Phyllanthus brasiliensis (Aubl.) Poir. - barbascajo del Orinoco[2]
- Phyllanthus debilis
- Phyllanthus diffusus
- Phyllanthus emblica - grosella de la India
- Phyllanthus epiphyllanthus
- Phyllanthus fraternus
- Phyllanthus juglandifolius - jobo jíbaro de Quito[2]
- Phyllanthus mirabilis - la única sp. suculenta del Gro.
- Phyllanthus myrtifolius
- Phyllanthus niruri - lepidio, rompepiedras (cálculos renales)
- Phyllanthus nobilis
- Phyllanthus reticulatus
- Phyllanthus sellowianus sarandi blanco
- Phyllanthus urinaria - chamberbitter

Para la lista completa: Lista de especies de Phyllanthus.

## Galería

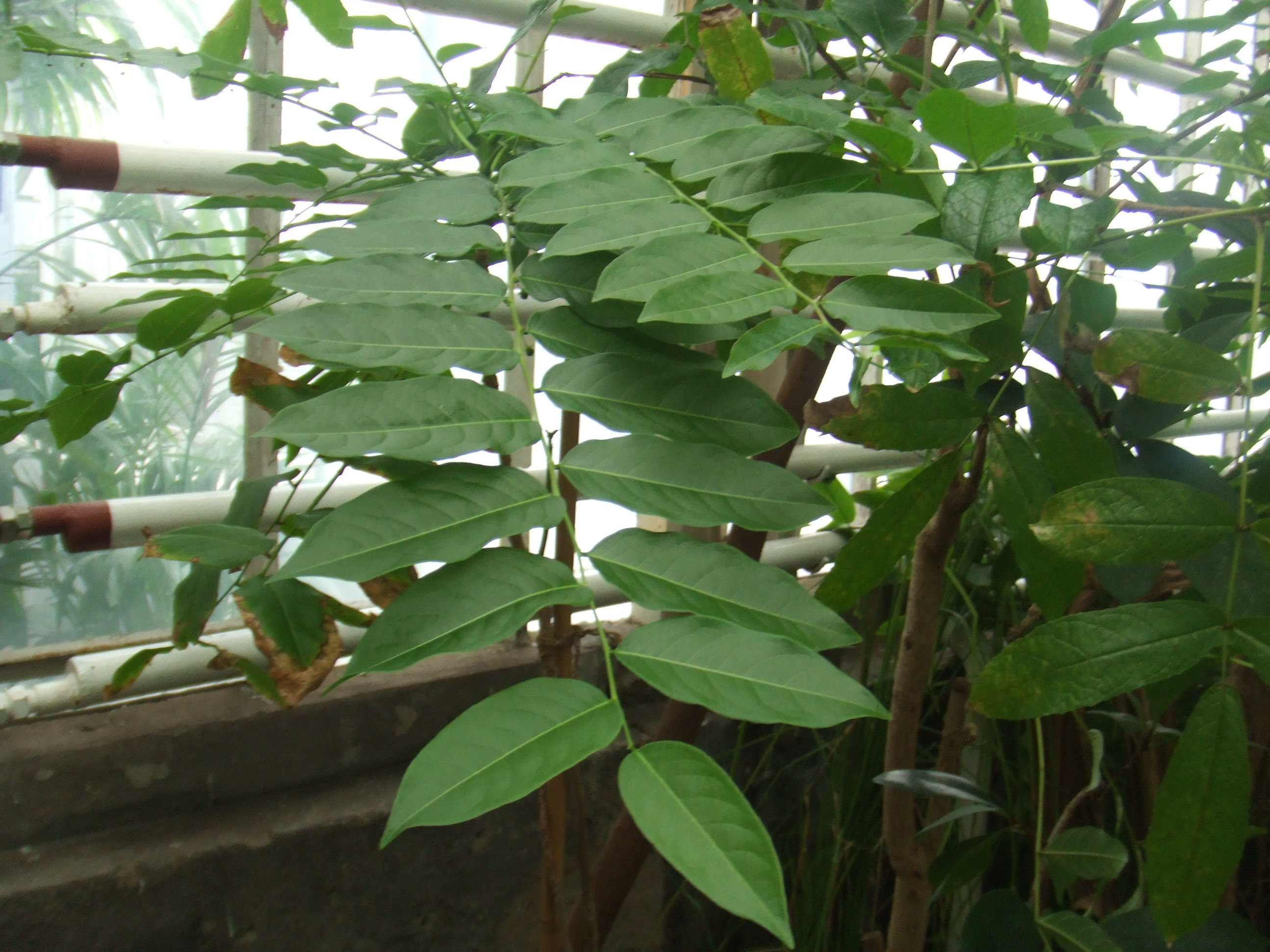
Phyllanthus acidus
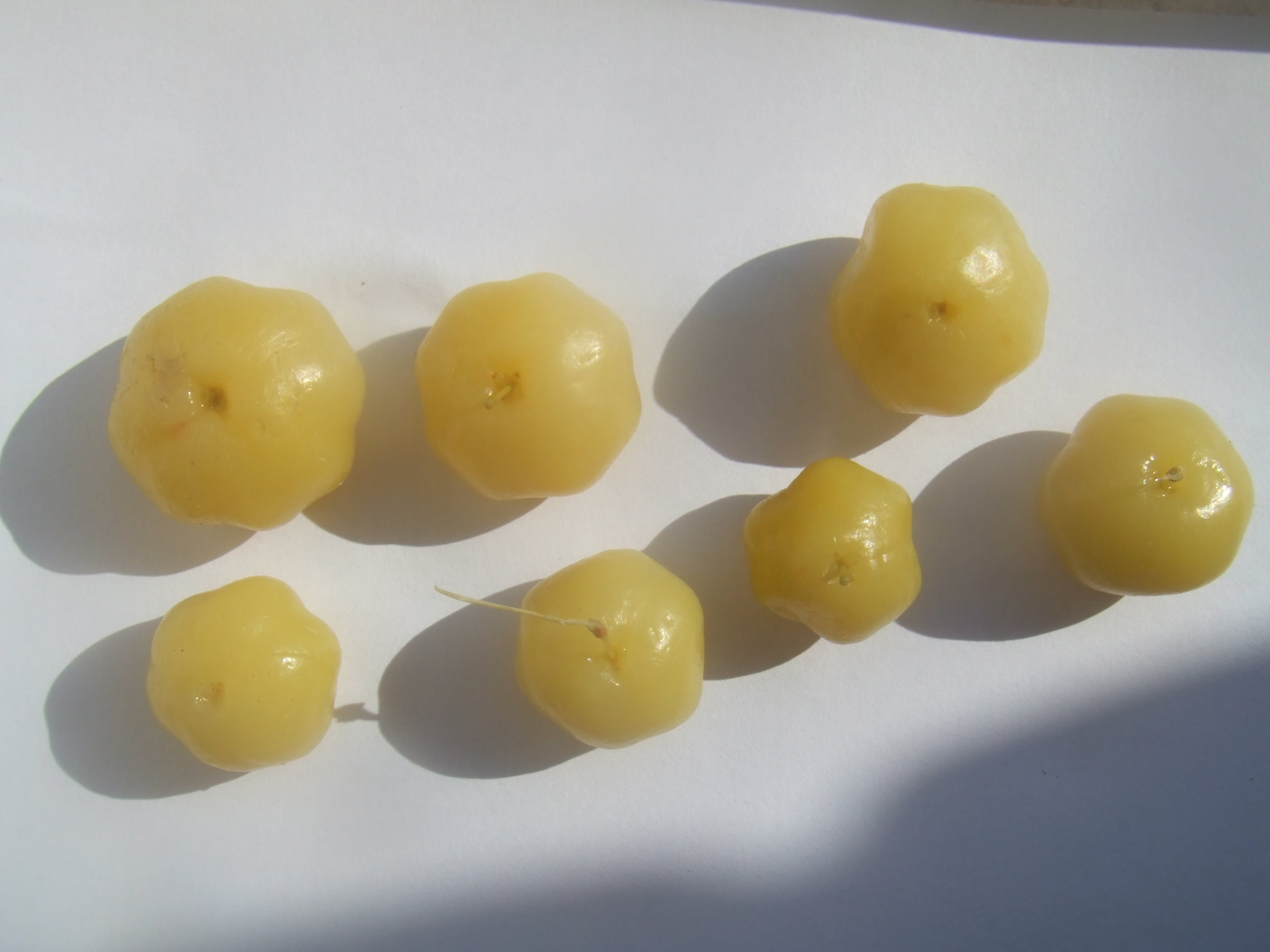
Phyllanthus acidus Fruits
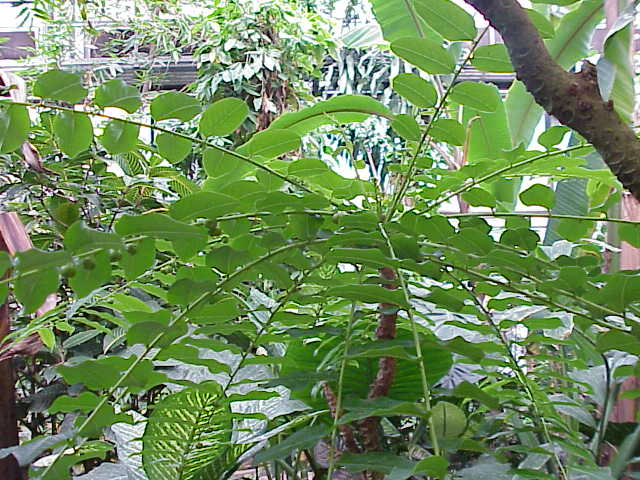
Phyllanthus juglandifolius
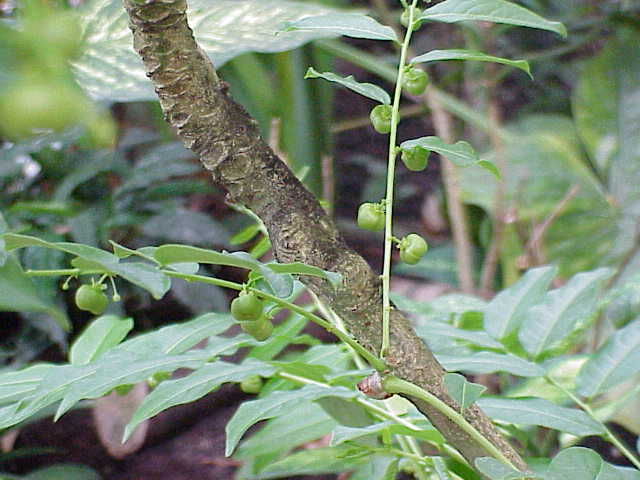
Phyllanthus juglandifolius